# Frederick North, 2:e earl av Guilford
Frederick North, 2:e earl av Guilford, oftast benämnd lord North, född 13 april 1732 i Westminster, London, död 5 augusti 1792 i Mayfair, London, var Storbritanniens premiärminister vid tiden för den amerikanska revolutionen. 

## Biografi
Frederick North var son till Francis North, 1:e earl av Guilford. 
North invaldes 1754 i underhuset, där han med tiden slöt sig till tories. Han var som skattkammarlord 1759–1765 medlem av hertigen av Newcastle, lord Butes och Grenvilles ministärer, 1766–1767 generalkrigskommissarie (Paymaster General) under William Pitt den äldre och hertigen av Grafton samt blev 1767 skattkammarkansler efter Charles Townshend. Då hertigen av Grafton 1770 nödgades avgå, blev North hans efterträdare som premiärminister. 
Han hade på 1760-talet i parlamentet försvarat sådana kortsynta mått och steg som stämpelakten mot de amerikanska kolonierna och åtgärderna mot Wilkes, och i den amerikanska frågan blev han, med åren alltmera mot bättre vetande, ett redskap för Georg III:s okloka politik. Till Englands olycka bibehöll han 1770 tetullen, under det han genomdrev avskaffandet av de övriga 1767 nämnda kolonier påtvungna införseltullarna. 
År 1771 tog lord North över presidentskapet över Londons hem för hittebarn (Foundling Hospital) från hertigen av Bedford. Detta var en obetald position för välgörenhet men gav även prestige då många av landets mest betydelsefulla herrar satt i hospitalets guvernörsråd.
Efter våldsamheterna i Boston 1773 genomdrev han 1774, att denna ort miste sina handelsrättigheter som sjöstad och att vissa provinsen Massachusetts' författningsenligt tillkommande friheter upphävdes, beslut, som var ämnade att injaga skräck hos de trotsiga kolonisterna, men i stället förmådde dem vidtaga de första förberedelserna till uppror. 
Väl gjorde North 1775 ett svagt försök att blidka deras förbittring, men uppretade dem samtidigt ytterligare genom lagar, som stadgade nya inskränkningar i deras rättigheter. Sedan frihetskriget i Nordamerika utbrutit samma år syntes lord North dock bli politiskt mera förutseende än han varit i sin tidigare kolonialpolitik. Han framlade (1778) lagförslag, som innehöll betydande eftergifter åt amerikanerna och även av båda husen antogos, ehuru de blev utan följd. 
Trots sin flera gånger uttalade önskan att avgå lät han sig av Georg III övertalas att stanna kvar och fortsätta ett krig, som han ansåg hopplöst. Äntligen tilläts honom i mars 1782 att avgå, när han inte längre kunde räkna med underhusets stöd. Under sin ministertid hade North på det hela taget skött de ostindiska angelägenheterna på ett berömvärt sätt. Han hade 1773 bragt "the regulating act" till stånd och, ehuru han ogillade Hastings' deltagande i rohillakriget, likväl 1778 samtyckt till förlängningen av dennes ämbetstid, emedan han insåg dennes oumbärlighet under i Indien då rådande kritiska förhållanden. 
Förbundet med Norths förre motståndare Fox 1783 förde honom åter in i kabinettet, där han blev inrikes- och kolonialminister; men denna "koalition" skadade hans anseende, och i december samma år avskedades han jämte sina medbröder av den förbittrade konungen. North blev längre fram blind, men deltog dock i underhusets förhandlingar, tills han vid faderns död 1790 som earl av Guilford förflyttades till överhuset.